# Melvin J. Ballard
Melvin Joseph Ballard (ur. 9 lutego 1873 w Logan, zm. 30 lipca 1939 w Salt Lake City) – amerykański przywódca religijny i misjonarz.

## Życiorys
Urodził się w Logan, w ówczesnym Terytorium Utah, w rodzinie ściśle związanej z Kościołem Jezusa Chrystusa Świętych w Dniach Ostatnich. Jego ojciec posługiwał w Logan jako biskup, matka natomiast przez trzydzieści lat kierowała afiliowanym przy Kościele Stowarzyszeniem Pomocy. Jako dziecko otrzymał specjalne błogosławieństwo od patriarchy Zebedee Coltrina. Wcześniej zresztą wyczyścił mu buty, prosząc w zamian, by ten opowiedział mu o Josephie Smicie, twórcy oraz pierwszym przywódcy mormonizmu. Błogosławieństwo, które otrzymał wywarło znaczny wpływ na jego późniejsze życie duchowe.
Kształcił się w zakresie muzyki na Brigham Young College w rodzinnym mieście. Misję, w mormońskiej kulturze tradycyjny element życiorysu młodych mężczyzn, odbył we wschodnich stanach kraju. Po powrocie do Utah założył Logan Knitting Factory oraz Logan Commercial Club. Krótko później został powołany na kolejną misję, do doliny Boise. Założył tam gminę, która zapoczątkowała znaczącą obecność Kościoła w tym regionie. W 1909 został ustanowiony jako prezydent misji obejmującej swym zasięgiem północny zachód Stanów Zjednoczonych. Posługiwał w tym charakterze przez blisko dekadę.
7 stycznia 1919 został włączony w skład Kworum Dwunastu Apostołów. Tym samym, podobnie jak inni członkowie tego gremium, był uznawany przez wiernych za proroka, widzącego i objawiciela. Posługiwał w komitecie ds. muzyki, odpowiadał za opracowanie oraz wydanie nowego zbioru używanych przez świętych w dniach ostatnich hymnów. Był jednym z przywódców odpowiedzialnych za wdrożenie programu współpracy między Kościołem a amerykańskim ruchem skautowym. Związany także z wysiłkami na rzecz rozwoju kościelnego systemu opieki społecznej. W 1925, na polecenie najwyższych władz kościelnych udał się do Ameryki Południowej, poświęcając ten kontynent, w związku z mającą się na nim odbywać pracą misjonarską. W kolejnych latach podróżował intensywnie po Ameryce Północnej. Krótko przed śmiercią odwiedził Sharon w stanie Vermont, miejsce narodzin Josepha Smitha. Zmarł w Salt Lake City. Jeden z jego wnuków, M. Russell Ballard, również doszedł do najwyższych szczebli kościelnej hierarchii. Od 2018 pełni funkcję tymczasowego prezydenta Kworum Dwunastu Apostołów.